# 서대구초등학교
서대구초등학교는 대한민국 대구광역시 서구 비산동에 있는 공립 초등학교이다.

## 학교 연혁
- 1978년 12월 11일 설립인가
- 1981년 3월 1일 서비산국민학교로 개교(인지국민학교)
- 1981년 3월 1일 초대 박순묵 교장 부임
- 1981년 6월 16일 본 교사로 이전(개교 기념일)
- 1981년 9월 15일 서대구국민학교로 교명 개칭
- 1996년 3월 1일 서대구초등학교로 개칭
- 2007년 9월 3일 보육교실 개설
- 2007년 9월 7일 과학실 현대화 사업
- 2008년 10월 31일 급식실 현대화 사업
- 2009년 1월 16일 보건실 현대화 사업
- 2010년 9월 17일 서대구관 개관
- 2011년 3월 1일 제15대 박병하 교장 부임
- 2012년 2월 15일 제30회 졸업(졸업생 총 수 : 6,951명)
- 2012년 3월 1일 15학급 편성(특수학급 2학급 포함)
- 2013년 3월 1일 14학급 편성(특수학급 2학급 포함)
- 2013년 9월 1일 제16대 이정숙 교장 부임
- 2014년 3월 1일 13학급 편성(특수학급 2학급 포함)
- 2014년 5월 4일 학교숲 조성, 토끼장 새장 이전
- 2015년 3월 1일 13학급 편성(특수학급 2학급 포함)
- 2016년 3월 1일 12학급 편성(특수학급 2학급 포함)
- 2016년 9월 1일 교내 이중창 공사 완료
- 2017년 3월 1일 10학급 편성(특수학급 1학급 포함)
- 2017년 9월 1일 제17대 함인수 교장 부임

## 참고 자료
- 서대구초등학교 - 한국교육학술정보원 학교알리미